# 유럽 여자 배구 선수권 대회
유럽 여자 배구 선수권 대회(영어: Women's European Volleyball Championship)는 유럽 배구 연맹(CEV)이 주관하는 유럽 여자 배구 국가대표팀들의 공식 대회이다.

1949년에 첫 개막하였으며, 2년마다 개최한다.

총 24개 팀이 참가하고 있으며, 현재 챔피언은 이탈리아로 2021년 세르비아에서 세 번째 우승을 차지했다.

## 결과 요약
| 2017년 | 아제르바이잔 / 조지아                       | 세르비아 | 3-1 | 네덜란드 | 터키     | 3-1 | 아제르바이잔 | 16 |
| 2019년 | 슬로바키아 / 터키 폴란드 / 헝가리           | 세르비아 | 3-2 | 터키     | 이탈리아 | 3-0 | 폴란드       | 24 |
| 2021년 | 루마니아 / 불가리아 / 세르비아 / 크로아티아 | 이탈리아 | 3-1 | 세르비아 | 터키     | 3-0 | 네덜란드     | 24 |

## 역대MVP
| - 2013년 - 타티야나 코셸레바 - 2015년 - 타티야나 코셸레바 - 2017년 - 티야나 보슈코비치 - 2019년 - 티야나 보슈코비치 - 2021년 - 파올라 에고누 \| \| 이 글은 배구에 관한 토막글입니다. 여러분의 지식으로 알차게 문서를 완성해 갑시다. \| |                                                                                  |
| | 이 글은 배구에 관한 토막글입니다. 여러분의 지식으로 알차게 문서를 완성해 갑시다. |